# Karmin (powiat szamotulski)
Karmin – wieś w Polsce położona w województwie wielkopolskim, w powiecie szamotulskim, w gminie Pniewy.
W latach 1975–1998 miejscowość należała administracyjnie do województwa poznańskiego.
4 sierpnia 1888 w miejscowości urodził się Roman Biały – uczestnik strajku dzieci wrzesińskich w 1901.